# Автошлях Т 2607
Автошля́х Т 2607 — автомобільний шлях територіального значення у Чернівецькій області. Пролягає територією Чернівецького району через Кіцмань — Сторожинець — Глибоку — Опришени. Загальна довжина — 70,2 км.

## Маршрут
Автошлях проходить через такі населені пункти:
| Автошлях Т 2607                  |              |
| Чернівецька область              |              |
| Чернівецький район               |              |
| Кіцмань                          | E85М19       |
| Дубівці                          | Н10          |
| Глиниця                          | Т 2601       |
| Драчинці                         |              |
| Ясени                            |              |
| Заболоття                        |              |
| Сторожинець                      | Р62Т 2608    |
| Ропча                            |              |
| Йорданешти                       |              |
| Карапчів                         |              |
| Просикуряни                      |              |
| Глибока                          | Т 2605Т 2606 |
| Слобідка                         |              |
| Черепківці (станція Вадул-Сірет) |              |
| Опришени                         | E85М19       |